# 제천 물태리 석조여래입상
제천 물태리 석조여래입상(堤川 勿台里 石造如來立像)은 충청북도 제천시에 있는 통일신라의 석조 불상이다.
1971년 7월 7일 대한민국의 보물 제546호 청풍 석조여래입상(淸風 石造如來立像)으로 지정되었다가, 2010년 8월 25일 현재의 명칭으로 변경되었다.

## 개요
충주댐 건설로 수몰된 청풍면 읍리에서 현재의 청풍강 옆 대광사 입구로 옮겨진 이 불상은 전체적인 조각양식을 볼 때 10세기 무렵의 작품으로 보인다.
머리 위에는 상투 모양의 머리(육계)가 매우 작아서 우뚝해 보이며 사각형의 얼굴은 후덕한 인상을 풍기고 있다. 가늘면서도 두툼한 눈, 넓적한 코, 뚜렷한 인중은 자비로운 부처의 풍모를 잘 나타내고 있다. 두 귀는 양 어깨까지 길게 드리워져 있고 목에는 3개의 주름이 형식적으로 표현되어 있다. 옷은 양 어깨를 감싸고 있는데 옷주름이 두껍게 처리되어 신체의 윤곽이 거의 드러나지 않고 있다. 허리에는 치마를 묶은 띠매듭이 표현되어 있으며, 그 아래로는 U자형의 주름이 비교적 자연스럽게 흘러 내리고 있다. 손은 오른손을 들어서 손가락을 구부렸고, 왼손은 늘어뜨려 손가락을 펴서 밖으로 내보이고 있다. 불상으로부터 3m쯤 떨어진 곳에 방치되어 있는 원래의 대좌는 8각의 연화좌로 각 면에는 연꽃이 새겨져 있다.
이 석불입상은 당당한 어깨, 양감있는 표현 등에서 통일신라 불상의 힘을 느끼게 하고 있지만, 목의 형식화된 주름이라든지 비사실적인 손의 표현과 괴체화된 신체 등을 볼 때 고려시대의 작품이 확실하다.

## 현지 안내문

### 국문 설명
제천 물태리 석조여래입상
堤川 勿台里 石造如來立像
보물 제546호
석조여래입상이란 돌로 만든 서 있는 불상을 말한다. 제천 물태리 석조여래입상은 긴 기둥 모양의 거대한 불상으로, 통일 신라 말기 불상과 비슷한 당당한 느낌의 어깨와 목의 형식화된 주름, 사실적이지 않은 손 등에서 고려 초인 10세기 무렵 작품의 특징이 드러난다. 연꽃이 새겨진 8각의 대좌* 위에 부처의 발을 조각하였는데, 청양 읍내리 석조여래삼존입상(보물 제197호)과 기법이 비슷하다. 본래 청풍면 읍리에 있었는데 충주댐을 만들면서 마을이 물에 잠기자 1985년 청풍문화재단지로 자리를 옮겼다.
- 대좌(臺座): 불상을 올려놓는 대

### 영문 설명
Stone Standing Buddha in Multae-ri, Jecheon
Treasure No. 546
This buddha statue is presumed to have been made around the 10th century during the early period of the Goryeo dynasty (918-1392). It was originally located in one of the villages in Cheongpung-myeon, but due to the construction of Chungju Dam it was moved to the Cheongpung Cultural Heritage Complex.
The buddha has a protuberance on the top of his head, which symbolizes his wisdom. The three creases encircling the neck represent the “three destinies” of afflictions, actions, and suffering. The buddha’s feet are carved on top of the octagonal lotus-shaped pedestal.
The palm of his left hand faces outward and his right hand is at his waist clenched in a fist, which symbolizes protection from all the fears that beset living things.

## 참고 자료
- 제천 물태리 석조여래입상 - 국가유산청 국가유산포털